# Gerald Geison
Gerald L. Geison (geboren 26. März 1943 in Savanna, Illinois; gestorben 3. Juli 2001 in Princeton, New Jersey) war ein US-amerikanischer Historiker. Er beschäftigte sich mit Medizingeschichte, hierbei unter anderem mit Louis Pasteur, dessen Labortagebücher er später untersuchte.

## Werk
- Pasteur, Louis. In: Charles Coulston Gillispie (Hrsg.): Dictionary of Scientific Biography. Band 10: S. G. Navashin – W. Piso. Charles Scribner’s Sons, New York 1974, S. 350–416.
- Michael Foster and the Cambridge School of Physiology: The Scientific Enterprise in Late Victorian Society. 1978.
- The Private Science of Louis Pasteur. 1995, ISBN 0-691-03442-7.